# Тань Цзясінь
Тань Цзясінь (кит. спр. 谭佳薪, піньінь: Tán Jiāxīn , р. 3 грудня 1996) — китайська гімнастка, призерка чемпіонатів світу, чемпіонка Азійських ігор.
Народилася в 1996 році в Чанша. В 2013 році стала чемпіонкою Східноазійських ігор. У 2014 році стала срібною призеркою чемпіонату світу та чемпіонкою Азійських ігор.